# Muhsin Muhammad
(en) Statistiques sur pro-football-reference
 Muhsin Muhammad  est un joueur de football américain né le 5 mai 1973 à Lansing (Michigan).

## Carrière
Il est recruté par les Panthers de la Caroline en 1996 au 2e tour de draft.
Il a disputé et perdu deux Super Bowl en 2004 avec les Panthers de la Caroline et en 2007 avec les Bears de Chicago.

## Palmarès
- Pro Bowl : 1999 et 2004